# Шабанов, Пётр Дмитриевич
Пётр Дмитриевич Шабанов (род. 30 июня 1955, Щигры, Курская область) — российский учёный-медик, специалист в области психонейрофармакологии, биологической наркологии и психонейроэндокринологии. Доктор медицинских наук (1992), профессор (2000), заведующий кафедрой фармакологии Военно-медицинской академии (с 2000), одновременно с 2011 г. возглавляет отдел нейрофармакологии им. С. В. Аничкова Института экспериментальной медицины (Санкт-Петербург), ведущий научный сотрудник НИЛ клинической эндокринологии НМИЦ им. В. А. Алмазова.
Главный фармаколог Минобороны России с 2000 года.
Главный клинический фармаколог Военно-медицинской академии (с 2001 г.).
Врач-нарколог высшей квалификационной категории (1999).
Ученик С. В. Аничкова.

## Биография
В родном городе в 1972 году окончил школу с золотой медалью, а затем поступил на лечебный факультет ЛСГМИ — ныне это Санкт-Петербургская государственная медицинская академия имени И. И. Мечникова, который окончил в 1978 году, там же приступил к научной деятельности сперва на кафедре психиатрии под началом профессора Ф. И. Случевского, затем на кафедре фармакологии под руководством профессора П. П. Денисенко и И. В. Томилиной. Будучи студентом работал в психиатрической больнице № 3 им. И. Скворцова-Степанова. После выпуска поступил в аспирантуру Института экспериментальной медицины АМН СССР, в котором защитил кандидатскую диссертацию «Нейрофармакологический анализ воспроизведения следов памяти у крыс» (1982, науч. рук-ли академик АМН СССР С. В. Аничков и проф. Ю. С. Бородкин), к 1991 году прошёл там путь от аспиранта до старшего научного сотрудника. В 1991 году защитил докторскую диссертацию «Нарушения памяти и их фармакологическая коррекция (клинико-экспериментальный анализ)».
С 1994 года профессор кафедры валеологии Государственного университета педагогического мастерства. С 1998 по 2010 год профессор кафедры наркологии Санкт-Петербургской медицинской академии последипломного образования (СПбМАПО). Зампредседателя диссовета Д 215.002.07. Член Президиума Российского научного общества фармакологов (с 2007, с 2003 г. член правления), с 2005 г. заместитель председателя Санкт-Петербургского научного общества фармакологов; председатель Российской ассоциации психонейроэндокринологии (с 2008), член Международного общества психонейроэндокринологии (с 1990). Действительный член Академии гуманитарных наук РФ (1999). Под его началом защищены 22 докторских и 39 кандидатских диссертаций. С 2001 года главред журнала «Психофармакология и биологическая наркология», и с 2003 года — журнала «Обзоры по клинической фармакологии и лекарственной терапии», с 2003 года заместитель главреда журнала «Клиническая патофизиология».
Автор более тысячи публикаций, в том числе 40 монографий и руководств.